# Thriller (singolo)
Thriller è un singolo del cantante statunitense Michael Jackson, pubblicato il 12 novembre 1983 e negli Stati Uniti il 23 gennaio 1984 come settimo e ultimo estratto dall'album Thriller.
La title track contiene una strofa narrata con lo stile gotico (definita da alcuni un rap), dall'attore di film horror Vincent Price. Il singolo è diventato uno dei maggiori successi dell'artista, uno dei sette singoli dall'album omonimo che entrarono consecutivamente nelle prime dieci posizioni della classifica generale di Billboard, raggiungendo la posizione numero 4, ed è stato certificato Disco di diamante dalla RIAA per vendite superiori alle 10 milioni di unità nei soli Stati Uniti.
Il singolo vinse inoltre un Grammy Award nel 1984 come "Miglior interpretazione vocale maschile" mentre nel 1985 la VHS contenente il suo videoclip vinse il Grammy come "Miglior video album".
È inoltre il brano più venduto e scaricato ogni anno nel periodo di Halloween. A questo proposito, nel periodo di Halloween 2021, il brano è rientrato alla posizione numero 19 della Billboard Hot 100, segnando il suo posizionamento più alto dal suo piazzamento originale in classifica nel 1984: è stata la prima volta che il singolo è rientrato tra le prime 20 posizioni sin dalla sua prima pubblicazione negli Stati Uniti. Con oltre 15 milioni di copie vendute a livello globale, è il secondo singolo di maggior successo del cantante dopo Billie Jean.
Il 18 settembre 2024 il videoclip del brano ha superato un miliardo di visualizzazioni su YouTube, diventando il quarto video di Jackson ad ottenere questo risultato.

## Descrizione

### Composizione
La canzone è di genere dance-funk, definita da alcuni critici come "gothic pop", ed è stata scritta e composta da Rod Temperton mentre è prodotta da Quincy Jones.
Prima che l'album fosse pubblicato si sarebbe dovuta intitolare Starlight poiché l'album Thriller doveva intitolarsi Starlight o Give Me Starlight. Jackson ne registrò una demo (pubblicata postuma nel 2022 in Thriller 40), ma in seguito l'idea fu scartata e sia l'album sia il singolo vennero completamente riscritti. Quando decisero di riscrivere la canzone dandole un'atmosfera "horror", Temperton effettuò l'operazione di riscrittura del testo a tempo di record, in un viaggio notturno in taxi da casa sua allo studio di registrazione, prendendo ispirazione dalla città notturna deserta.

### Registrazione
Una volta deciso il nuovo stile della canzone, sorse la necessità di trovare alcuni suoni da film horror da accompagnare al brano. Per gli ululati all'inizio della canzone, Temperton pensò inizialmente di usare il suo cane alano ma, al suo rifiuto di collaborare, Michael si mise ad imitarne il suono sperando che il cane lo seguisse, senza ottenere alcun risultato. Si decise così di farli fare allo stesso Jackson che si rivelò essere anche un ottimo imitatore dei versi degli animali. Per le porte scricchiolanti, Temperton andò agli Universal Studios di Hollywood e affittò due o tre porte per effetti sonori e le portò agli Westlake Studios passando un intero giorno a chiudere i cardini e registrare i suoni. Per i passi che si sentono all'inizio della canzone venne invece messa una pedana di legno nello studio, sulla quale lo stesso Jackson effettuò la camminata che venne registrata con effetto sterofonico, in modo che i passi sembrassero passare da una cassa all'altra o da una cuffia all'altra. Per dare al brano un sound ancora più raccapricciante, venne utilizzato anche il theremin, uno strumento musicale elettronico che, grazie al suo riconoscibile suono a metà tra il futuristico e l'inquietante, venne utilizzato in molti film di fantascienza, horror e thriller. Uno dei momenti più memorabili della canzone fu la raccapricciante narrazione e la famosa risata dell'icona del cinema horror Vincent Price. Dopo aver scelto il nuovo tema della canzone, infatti, Temperton immaginava una sezione parlata e voleva che a recitare il verso fosse una voce famosa in quel genere. Price entrò a far parte del progetto tramite l'allora moglie di Jones, l'attrice Peggy Lipton, poiché i due erano amici intimi. L'attore non trascorse molto tempo in studio dato che riuscì a ottenere una registrazione perfetta già al secondo tentativo. La versione originaria di questa narrazione, definita erroneamente "rap", era molto più lunga, ma fu tagliata per non rendere il brano eccessivamente lungo. La versione completa fu pubblicata nella Special Edition dell'album Thriller nel 2001 insieme con una breve conversazione tra Price e Jackson. Una parte della versione estesa è inclusa anche nell'album Thriller 25, un album celebrativo realizzato per i 25 anni dall'uscita dell'album originale e pubblicato nel 2008.

### Parte recitata da Vincent Price
(Vincent Price in Thriller)

## Promozione

### Video musicale

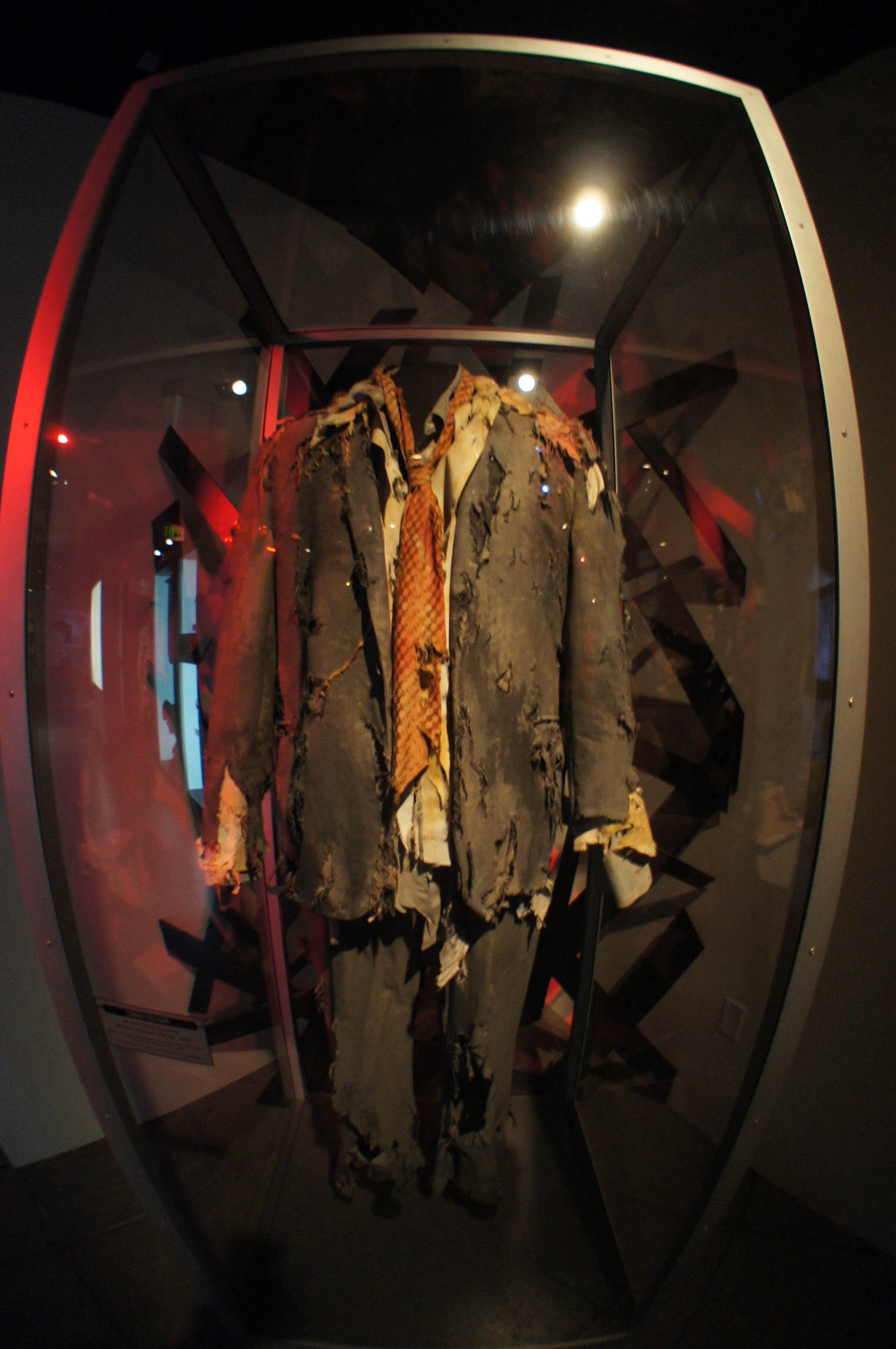
Costume da zombie indossato da uno dei ballerini durante le riprese del videoclip

Il videoclip di Thriller, diretto dal noto regista John Landis, è considerato uno dei primi video musicali ad avere una trama, una coreografia, degli effetti speciali, un alto budget e in generale uno stile "hollywoodiano". Prima della realizzazione dei video tratti dall'album Thriller (Billie Jean e Beat It) i video musicali erano generalmente solo dei collage di immagini, realizzati a basso budget, per accompagnare la canzone da promuovere. Con questi video, Jackson ha introdotto quindi un nuovo concetto musicale rivoluzionando per sempre il modo di realizzarli, tenendo pertanto a definirli short films ovvero cortometraggi e rifiutava la parola "video", come dichiarato in molte interviste.

#### Antefatti
Michael Jackson vide al cinema il film Un lupo mannaro americano a Londra di John Landis e ne apprezzò particolarmente le ambientazioni, quindi pensò di ispirarsi allo stile horror della pellicola per trasporre la canzone Thriller in video e contattò lo stesso regista. L'idea non entusiasmò la sua casa discografica, la Epic Records, che considerò assurdo realizzare un video dal budget quasi milionario un anno dopo l'uscita dell'album, all'epoca qualcosa di inusuale, e lo considerò una spesa inutile, dato che l'album aveva già venduto moltissime copie e la casa discografica era più che soddisfatta. Jackson insistette, informando la casa discografica che lui avrebbe comunque autoprodotto il video se loro non avessero partecipato. Quest'ultima, dato anche il successo dei precedenti video dell'artista, infine accettò, ma rimase dell'idea che il video sarebbe potuto passare inosservato pubblicandolo a distanza da un anno dall'uscita dell'album.

#### Pubblicazione
La previsione dei discografici non avrebbe potuto essere più errata: il video di Thriller si rivelò un successo senza precedenti. L'omonimo album balzò nuovamente in testa alle classifiche di tutto il mondo (le vendite triplicarono) e la neonata rete MTV registrò per la prima volta ascolti da record. La TV musicale fu spinta a ritrasmettere più volte il video in una stessa giornata a causa delle numerosissime richieste.
Il cortometraggio, diretto da John Landis, costò complessivamente più di 500 000 dollari, circa un milione secondo altre fonti, conseguendo all'epoca il primato di video più costoso della storia. Per finanziarlo, Jackson ottenne anche dei fondi dai canali televisivi statunitensi MTV e Showtime, che ebbero l'esclusiva: MTV pagò 250,000 dollari per avere l'esclusiva della prima mondiale mentre Showtime 300,000 per i diritti del documentario. Jackson si sarebbe preso carico dei costi iniziali, mentre l'etichetta lo finanziò con 100,000 dollari. L'impatto con gli alti costi di produzione non fu tuttavia indolore per le casse della casa discografica, che decise quindi di pubblicare successivamente in videocassetta il documentario Making Michael Jackson's Thriller per realizzare maggiori profitti. La VHS musicale, contenente anche la versione integrale del video, ottenne il maggior successo di sempre all'epoca, diventando la VHS, musicale o non, più venduta fino ad allora, raggiungendo la cifra record di 9 milioni di pezzi venduti.

#### Versioni
Il video ha 4 versioni: quella integrale dalla durata di 13 minuti e 42 secondi, quella dalla durata di 8 minuti (che omette tutta la parte iniziale e parte da quando i due protagonisti escono dal cinema) e quella più trasmessa dalle TV musicali dell'epoca dalla durata di 6 minuti (che parte da quando Jackson inizia a cantare la prima strofa e termina dopo la danza degli zombie).
La pagina ufficiale YouTube del cantante ha caricato anche un'ulteriore versione, dalla durata di 3 minuti e 22 secondi, chiamata "Shortened Version" (che parte da quando i protagonisti escono dal cinema e omette tutte le strofe passando direttamente alla scena della danza degli zombie e finendo dopo il ritornello).

#### La trama
(Michael Jackson, messaggio all’inizio del video)

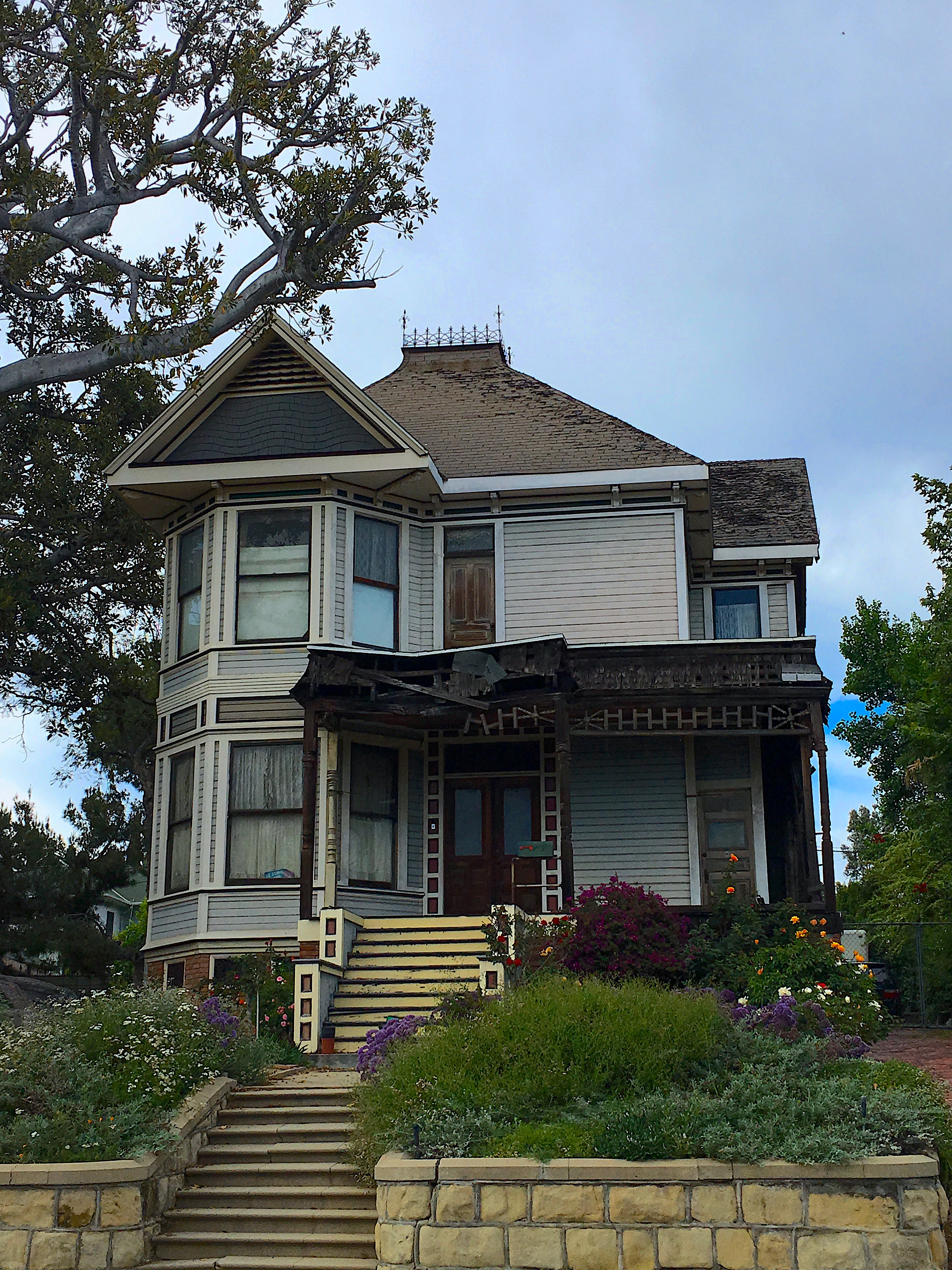
La casa in cui è stata girata la scena finale del video

Il video si apre inizialmente con un'ambientazione anni cinquanta. Un ragazzo (Michael Jackson) e una ragazza (l'attrice e modella Ola Ray) si dirigono a bordo di una macchina su una strada deserta che attraversa un bosco. Improvvisamente finisce la benzina e i due scendono per continuare a piedi. Mentre passeggiano per il bosco, il ragazzo le chiede se vuole essere la sua ragazza e le dà un anello di fidanzamento, dicendole però di essere diverso dagli altri ragazzi. Lei gli risponde che è la ragione per cui lo ama, non capendo cosa in realtà il ragazzo intendesse. A un certo punto appare in cielo la luna piena e il ragazzo incomincia a trasformarsi in un gatto mannaro, gridando alla ragazza di fuggire via. La ragazza corre scioccata attraverso il bosco, inseguita dalla bestia che la raggiunge e si scaglia contro di lei sferrando i suoi artigli.
La scena degli anni '50 si rivela essere un film horror proiettato nella sala di un cinema negli anni ottanta e tra il pubblico c'è la stessa coppia protagonista del film. Lui sta mangiando tranquillamente dei pop-corn mentre lei, spaventata, si stringe a lui: la ragazza vorrebbe andarsene, mentre il fidanzato vorrebbe restare. Alla fine la ragazza non resiste più ed esce dalla sala. Jackson la raggiunge all'esterno del cinema dicendole che è solo un film, ma lei se ne va. Michael la raggiunge e comincia a cantarle le prime strofe della canzone e a ballarle intorno, dandole poi la mano. La ragazza si rincuora e si incammina insieme con il fidanzato. 
I due passano vicino a un cimitero, dove una voce sommessa e perentoria (quella dell'attore Vincent Price) accompagna una scena in cui degli zombi escono dalle tombe. La coppia non si accorge di nulla e procede per la strada, quando all'improvviso appaiono i morti viventi che si dirigono verso di loro. La musica si interrompe, gli zombie li accerchiano, la coppia cerca di non farsi toccare, ma, quando la ragazza si volta, il fidanzato ha la pelle rinsecchita e gli occhi incavati come gli zombie stessi. Lei scappa e Michael e gli zombie incominciano a ballare sulle note del ritornello della canzone (mentre il bridge è assente nel video). Alla fine del ballo macabro, la ragazza si rifugia in una casa abbandonata e chiude imposte e finestre, ma gli zombi la raggiungono sfondando sia le finestre che il pavimento e la porta. La ragazza, disperata, si cinge la testa con le mani, chiude gli occhi e grida.
Quando li riapre trova il fidanzato che, nella stessa stanza illuminata e normale, le porge la mano: si trattava solo di un incubo. Lui gentilmente l'aiuta a rialzarsi, lei lo abbraccia teneramente e lui le dice che la riaccompagnerà a casa. A questo punto lui si volta verso la telecamera e ha occhi gialli e pupille verticali, come la bestia all'inizio del video. Il video si conclude, come nella versione audio dell'album, con la spaventosa risata di Vincent Price e i titoli di coda.

#### Premi e riconoscimenti
Il video vinse un Grammy Award nel 1985 come Miglior Video Album per la VHS Making Michael Jackson's Thriller, contenente il video nella sua versione completa e il relativo making of, 3 MTV Award agli MTV Video Music Awards 1984 (prima edizione dei noti premi) come Migliore interpretazione complessiva in un video, Migliore coreografia in un video e Scelta degli spettatori. Dagli spettatori di MTV fu anche votato nel 1999 al numero uno nella loro classifica di fine millennio intitolata I 100 più grandi video musicali mai realizzati.
Nel 2009 il video fu scelto per essere conservato nel National Film Registry della Biblioteca del Congresso degli Stati Uniti.
Nell'ottobre del 2018 fu premiato come Miglior videoclip degli ultimi 50 anni da Imaginaction, il primo festival dedicato al videoclip a livello internazionale.

#### Riedizione in 3D e distribuzione nei cinema in IMAX 3D
Nel 2017 il video fu restaurato e riconvertito in 3D e presentato dal regista il 4 settembre 2017 fuori concorso alla 74ª edizione del Festival del Cinema di Venezia accompagnato dal documentario Making Michael Jackson's Thriller. Il restauro fu eseguito partendo da una versione ad altissima risoluzione del negativo 35 mm originale prima della conversione in 3D, e nel processo furono anche rimasterizzati l'audio, gli effetti sonori e la colonna sonora di Elmer Bernstein.
Il 7 settembre 2017 fu invece presentato al Toronto International Film Festival.
Dal 21 settembre 2018 il cortometraggio musicale fu distribuito in formato IMAX 3D, solo per un periodo limitato, in alcuni cinema negli Stati Uniti e in Regno Unito, prima della visione del film Il mistero della casa del tempo.

#### Pubblicazione in 4K
Nel 2022 il videoclip viene pubblicato per la prima volta in 4K sulle piattaforme YouTube, Tidal ed Apple Music, come parte della celebrazione del 40º anniversario dell'album Thriller e del progetto di promozione di Thriller 40.

#### Citazioni e riferimenti culturali

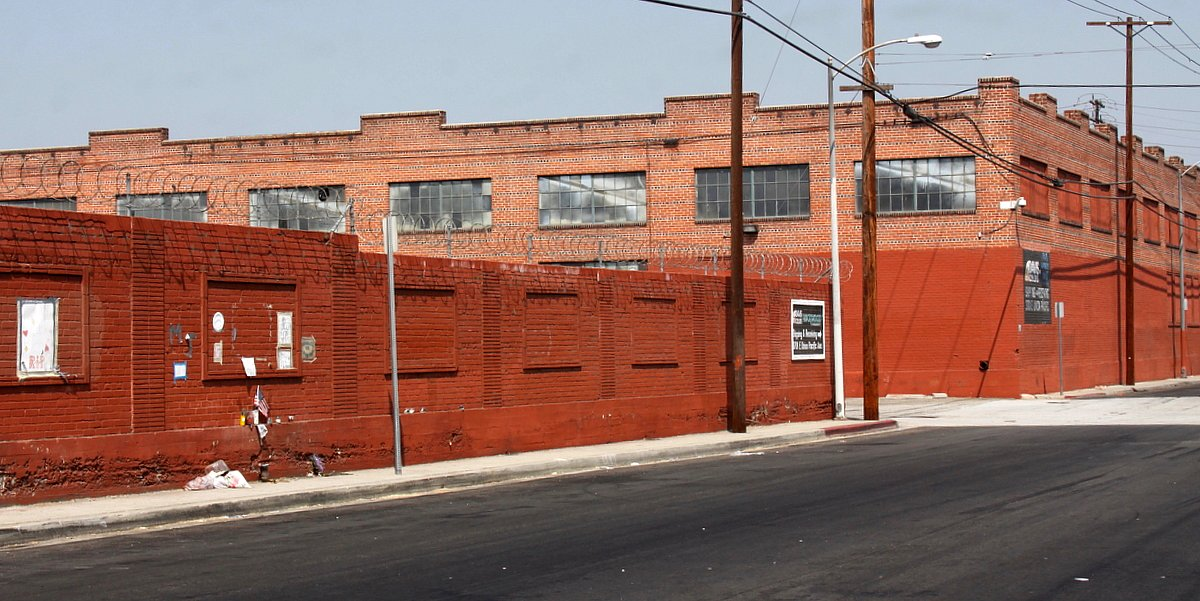
La East Union Pacific Avenue a Los Angeles dove venne girata la famosa danza degli zombi presente nel video.

Il video della canzone è uno dei più citati e parodiati, qui di seguito sono elencate, in ordine cronologico, alcune delle parodie più note: 
- Nel finale del video di Eat It di "Weird Al" Yankovic del 1984, prima parodia di Thriller, anche se video shot-for-shot dell'altro video di Jackson Beat It, il cantante si volta e ha gli occhi gialli con le pupille verticali come nel finale di Thriller[48];
- Nel cartone I Simpson, nel segmento finale di La paura fa novanta III intitolato Digitate "Z" per zombi, Bart e Lisa cercano di rianimare il loro gatto morto con un incantesimo magico, ma accidentalmente fanno risvegliare i morti del vicino cimitero. Durante l'incantesimo Bart indossa la copertina dell'album Thriller in testa a mo' di cappello da imbianchino[48];
- In alcuni episodi della serie televisiva animata statunitense South Park, tra i quali l'episodio del 1997 Tutti zombie per Kenny, il personaggio di Chef, con la giacca rossa e nera, diventato uno zombie, balla la coreografia di Thriller e canta la canzone, ma con un testo cambiato[49];
- Nel videoclip della canzone Clint Eastwood dei Gorillaz (2001) gli scimmioni/zombie del video danzano la coreografia del video di Thriller[48];
- Tra gli inserti bonus del DVD del film Final Fantasy (2001), l'intero cast del film balla la danza degli zombie;
- Nel video-tributo degli Alien Ant Farm della loro versione di Smooth Criminal del 2001, tra gli altri omaggi a Michael Jackson, c'è una ragazza che si tuffa in piscina con la maschera da lupo mannaro e alcuni uomini che si muovono come gli zombie di Thriller (alla fine del video uno di questi, voltandosi, mostra degli occhi gialli spettrali)[48];
- Nel videoclip della canzone Rock This Party (Everybody Dance Now) di Bob Sinclar del 2006 i bambini protagonisti citano la danza e i costumi del video di Thriller in una sequenza[50];
- Lady Gaga cita alcuni passi del video di Thriller nella coreografia del video di Bad Romance del 2009[48];
- Nel videogioco Piante contro Zombi (2009) esiste un personaggio chiamato "Zombiller", lo zombi ballerino che evoca altri zombi ballerini, che è un chiaro riferimento al videoclip di Michael Jackson;
- Nel finale del video di Britney Spears I Wanna Go, uscito il 14 giugno 2011, si scopre che l'attacco dei robot era solo un sogno. Dopo il risveglio il ragazzo che era un robot nel sogno, porta Britney Spears fuori dalla sala e voltandosi all'indietro esplode in un riso diabolico con gli occhi illuminati di rosso[48];
- Thriller Night è una parodia di sei minuti del video musicale di Michael Jackson con protagonisti i personaggi della saga di Shrek. Fu diretto da Gary Trousdale e pubblicato il 13 settembre 2011 sul DVD del cortometraggio Shrekkato da morire[51][52];
- Nell'episodio di iCarly Caccia al bigfoot il costume stile "anni 80" di Freddie che serviva per il web show è il vestito che Michael Jackson indossava nel videoclip.
- Nel film Una notte da paura (2012) di Claudio Fragasso, in una scena Miranda e la strega Calia lanciano una maledizione contro Leopoldo e si mettono a ballare al ritmo della canzone Zombie di Andrea Felli, con una coreografia simile a quella di Thriller;
- Nell'episodio di Henry Danger speciale di Halloween della prima stagione (2014), intitolato Il Falso Kid Danger, in cui alla fine dell'episodio un uomo fa vedere gli occhi gialli;
- Nell'episodio della quarta stagione di Teen Titans Go! intitolato Halloween contro Natale (2016) quando lo spirito di Halloween ridà a tutti gli abitanti i dolcetti e le decorazioni di Halloween si può sentire in sottofondo la canzone;
- Nella prima stagione della serie DuckTales del 2017, nell'episodio Le mummie viventi di Toth-Ra, Quo insegna a un gruppo di mummie la danza degli zombie come parte della loro ribellione contro Toth-Ra[48];
- In una scena del film Ready Player One (2018) di Steven Spielberg, il personaggio principale, Wade Watts/Parzival, indossa l'abito di Jackson visto nel video di Thriller e accenna il famoso passo degli zombie[53];

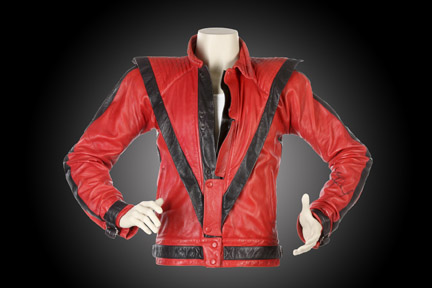
La giacca di cuoio rosso utilizzata da Jackson nel video

#### Curiosità sul video
- La famosa giacca di pelle rossa indossata da Jackson nel video e realizzata da Marc Laurent, è stata battuta dalla casa d'aste Julien's Auctions di Beverly Hills per 1,8 milioni di dollari, diventando il vestito indossato da un artista famoso più costoso al mondo.[54] Se lo è aggiudicato Milton Verret, un commerciante statunitense.[55] La pelle utilizzata per realizzarla è stata lavorata e colorata in una conceria di Solofra, in Italia.[56]
- Nel video di Thriller, quando Michael Jackson e Ola Ray escono dal cinema, il Palace Theatre a Los Angeles, tra le varie locandine dei film ve ne sono alcune che sono in realtà degli omaggi: una al film La maschera della morte rossa, l’altra al film La maschera di cera, interpretati entrambi da Vincent Price, una a Slok, e un'altra a Un lupo mannaro americano a Londra (film ispiratore del video), entrambi film di John Landis, stesso regista del video.[57][58]
- La scena della danza degli zombie fu girata nella Union Pacific Avenue, 3600 E a Los Angeles[59].
- La madre di Michael, Katherine Jackson, devota Testimone di Geova, quando seppe che suo figlio avrebbe dovuto lavorare con Ola Ray, si dimostrò subito riluttante, per via del passato della Ray come coniglietta per la rivista Playboy. Grazie a questo fatto molti giornali e riviste dell'epoca dedicarono articoli al passato della giovane attrice e modella.[60]

### Esecuzioni dal vivo
Il cantante interpretò il brano in tutti e tre i suoi tour da solista: 
- Bad World Tour (1987-'89) - nei primi concerti del 1987 l'artista utilizzò un'innovativa (per l'epoca) giacca luminosa con alcune fasce luminose che lampeggiavano al ritmo della musica durante la coreografia finale. Nei concerti del 1988/89 l'artista entrava invece in scena con indosso una maschera da lupo mannaro e una giacca da college americano (come quella che aveva all'inizio del video) e in seguito si esibiva nella coreografia cambiandosi con una nuova giacca luminosa[61];
- Dangerous World Tour (1992-'93) - l'artista entrava in scena con una giacca simile a quella del video ma completamente bianca mentre una piattaforma nel palco dietro di lui si sollevava per mostrare un set che rappresentava un cimitero con delle cripte dalle quali, subito prima della coreografia, uscivano i ballerini vestiti da zombi. Alla fine lasciava il palco sparendo con un trucco illusionistico. Nei concerti del 1993 il palco non venne più sollevato a causa di problemi di budget;
- HIStory World Tour (1996-'97) - l'artista utilizzò due diverse giacche nei primi concerti per poi sostituirle con una giacca bianca simile a quella del precedente tour; la prima fu di colore rossa simile a quella nel video, mentre la seconda, usata solo nei primi concerti ad Amsterdam, era simile a quella del Bad Tour del 1987, dalla tappa del tour in Tunisia tornò invece ad utilizzare la giacca bianca. Furono anche aggiunti nuovi effetti speciali durante la performance della canzone alla fine della quale Jackson, dopo la danza degli zombi, veniva chiuso in un sarcofago, trafitto da lame e poi dato alle fiamme per poi sparire tramite un trucco illusionistico progettato per lui dall'illusionista Franz Harary.[62]

Nel 1987, l'attore Vincent Price interpretò inoltre il suo rap dal vivo durante la trasmissione americana The Tonight Show with Joan Rivers segnando la prima e ultima volta in cui l'attore interpretò le sue strofe dal vivo.

#### Esecuzioni mancate
La canzone venne inoltre provata da Jackson anche per il concerto One Night Only del 1995 (poi cancellato a causa di un malore del cantante) come dichiarato dal coreografo Barry Lather, che aveva dato al pezzo una nuova atmosfera punk rock industriale con un leggero sottotono da spionaggio, dichiarando: «C'era una messa in scena specifica e nuove mosse». Jackson amò così tanto la nuova coreografia di Thriller che ripropose una serie di passaggi della coreografia di Lather nel suo cortometraggio Michael Jackson's Ghosts del 1996. In seguito, Jackson provò la canzone anche per il Michael Jackson: 30th Anniversary Celebration nel 2001, ma venne scartata a ultimo momento dalla scaletta delle due serate, come dichiarato dal suo stilista personale, Michael Lee Bush, nel suo libro The King of Style, dove pubblicò anche la foto esclusiva della giacca che aveva confezionato per Jackson per l'esecuzione del brano, che sarebbe stata identica a quella del video ma completamente nera. L'ultima volta la canzone venne provata da Jackson per il residency show This Is It, che non ebbe mai luogo a causa della prematura scomparsa dell'artista avvenuta il 25 giugno 2009. Le immagini dell'esecuzione della canzone Thriller durante le prove del This Is It, alcune registrate il 24 giugno, un giorno prima dell'improvvisa morte dell'artista, e pubblicate in seguito nel lungometraggio musicale Michael Jackson's This Is It, costituiscono quindi l'ultima interpretazione di questo pezzo da parte di Jackson nella sua carriera.

## Tracce
Vinile 7"
1. Thriller (7" Edit) – 4:37
2. Things I Do for You (Live with The Jacksons) – 3:31 – dall'album dal vivo dei Jacksons del 1981 The Jacksons Live!

Vinile 12" maxi
1. Thriller (12" Edit) – 5:57
2. Thriller (Remixed Short Version) – 4:09
3. Things I Do for You (Live with The Jacksons) – 3:31 – dall'album dal vivo dei Jacksons del 1981 The Jacksons Live!

CD 7"
1. Thriller (Remixed Short Version) – 4:09
2. Can't Get outta the Rain – 4:05

Singolo su DualDisc contenuto in Visionary (2006)
1. Thriller (Remixed Short Version) – 4:09
2. Thriller (Album Version) – 5:58
3. Thriller (Videoclip)

### Versioni ufficiali
1. Thriller (Album Version) – 5:57
2. Thriller (12" Edit) – 5:57 – talvolta chiamata "12" Mix", "12" Version", "Long Version" o "Extended Version"
3. Thriller (7" Edit) – 4:37
4. Thriller (Remixed Short Version) – 4:09 – inclusa nella raccolta Visionary - The Video Singles
5. Thriller (2003 Edit) – 5:14 – inclusa nelle raccolte Number Ones, The Essential Michael Jackson e King of Pop
6. Thriller (Videoclip Version) – 13:43
7. Thriller (Immortal Version) – 3:37 – remix pubblicato nell'album Immortal
8. Thriller (Steve Aoki Midnight Hour Remix) – 5:00 – remix pubblicato il 29 settembre 2017 per il download digitale e lo streaming per la promozione della raccolta Scream

## Formazione
- Michael Jackson – voce, cori
- Vincent Price – seconda voce
- Rod Temperton, Brian Banks – sintetizzatori
- Greg Philliganes – sintetizzatori, Fender Rhodes
- Michael Boddicker – sintetizzatori, drum machine (non accreditato)
- David Williams – chitarra ritmica
- Anthony Marinelli – programmazione basso[67]
- Leon "Ndugu" Chancler – batteria (non accreditato)
- Jerry Hey, Gary Grant – trombe, flicorni soprano
- Bill Reichenbach Jr. – trombone
- Larry Williams – sassofono, flauto

## Successo commerciale

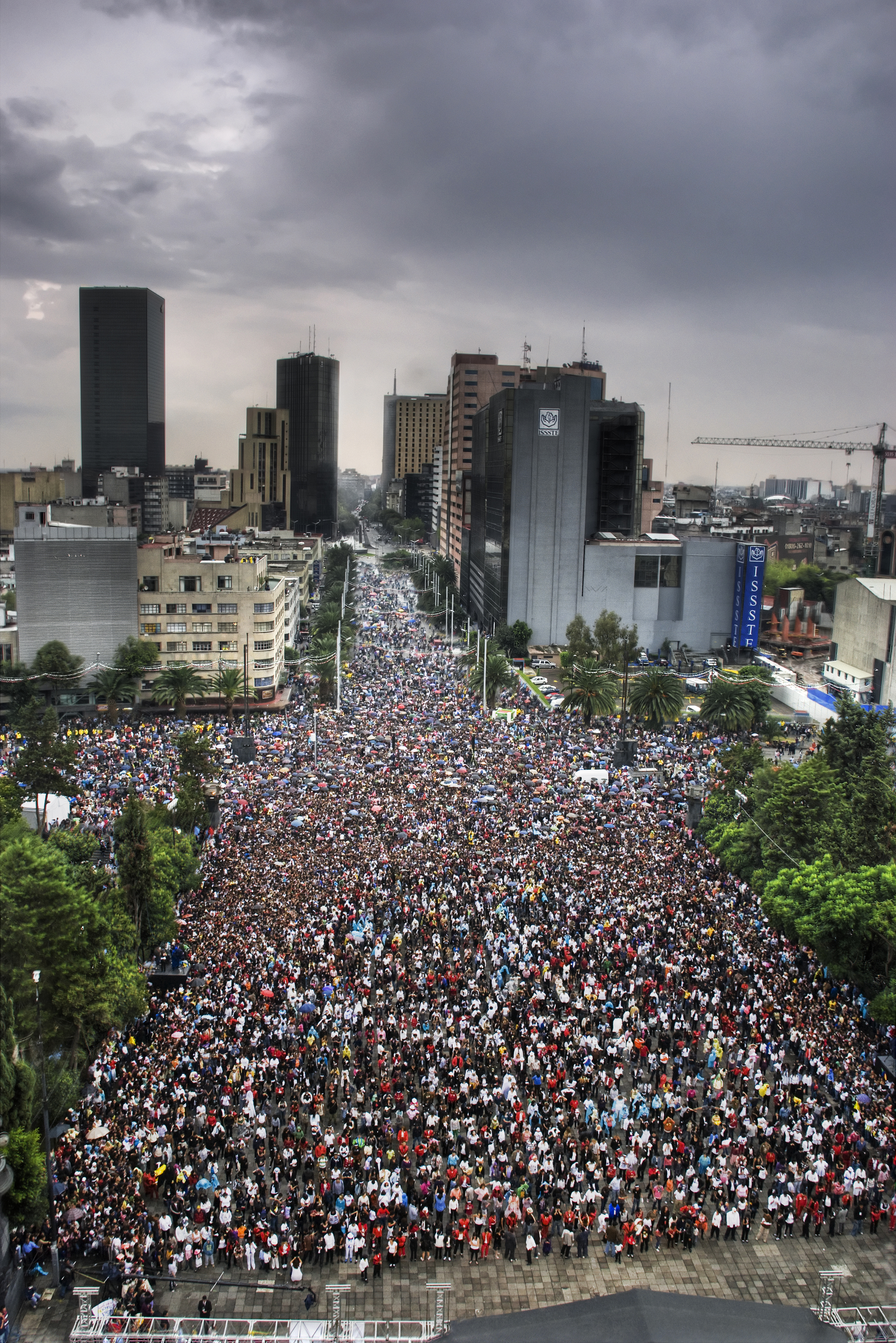
Il 29 agosto 2009, giorno in cui Jackson avrebbe dovuto compiere 51 anni, oltre 13.000 persone vestite da zombie si sono radunate a Città del Messico per onorare il cantante ballando la celebre coreografia di Thriller, entrando nel Guinness dei primati come la più grande "Thriller dance" e uno dei più grandi flash mob della storia.

Thriller fu il singolo di maggior successo di Michael Jackson dopo Billie Jean. Si piazzò quarto nella classifica generale di Billboard (Stati Uniti), decimo in quella britannica, ventunesimo in quella tedesca, primo in quella francese, quarto in Australia e primo in Belgio.
Il singolo ha venduto circa 15 milioni di copie nel mondo, dei quali 10 negli Stati Uniti, venendo certificato Disco di diamante dalla RIAA, ricevendo un Grammy Award come Miglior interpretazione vocale maschile e diventando ogni anno, sistematicamente, il pezzo più gettonato in tutto il mondo nel periodo di Halloween. Nel 2018, per esempio, a distanza di 35 anni dall'uscita, la canzone rientrò alla posizione numero 31 della classifica di Billboard nella settimana di Halloween raggiungendo i 15.000 download, ovvero il 189% rispetto alla settimana precedente, e i 15,2 milioni di streaming, con una crescita del 198%.
Nel 2021 il singolo rientra nella Hot 100 al numero 19 (segnando il suo piazzamento più alto dalla sua corsa in classifica originale nel 1984), al numero 9 nella Digital Songs di Billboard e al numero 3 della Official R&B Chart del Regno Unito, totalizzando 12,9 milioni di stream negli Stati Uniti (+109%), 8,2 milioni di airplay radiofonici (+275%) e 6.300 download a pagamento (+71%) nel periodo ottobre-novembre 2021.
Nel 2022, tramite una campagna dei fan che miravano a far arrivare il pezzo per la prima volta alla numero 1 negli Stati Uniti, il singolo rientra invece "soltanto" alla posizione numero 26 di Billboard, segnando la nona volta che la canzone rientra nella classifica Billboard Hot 100 dalla sua pubblicazione originale nel 1983-'84. Lo stesso anno, sempre grazie alla stessa campagna, il singolo è invece arrivato alla numero 1 su Apple Music e alla 9 nella classifica dei download digitali di iTunes.
Nel 2023 la canzone rientra, invece, alla posizione numero 21 di Billboard e alla numero 20 della classifica inglese.

## Classifiche

### Classifiche settimanali
| Classifica (1983/84)  | Posizione massima |
| --------------------- | ----------------- |
| Australia             | 4                 |
| Belgio (Fiandre)      | 1                 |
| Canada                | 3                 |
| Finlandia             | 7                 |
| Francia               | 1                 |
| Germania              | 21                |
| Irlanda               | 4                 |
| Italia                | 29                |
| Nuova Zelanda         | 6                 |
| Paesi Bassi           | 4                 |
| Regno Unito           | 10                |
| Spagna                | 1                 |
| Stati Uniti           | 4                 |
| Stati Uniti (R&B)     | 3                 |
| Svezia                | 20                |
| Classifica (2006)     | Posizione massima |
| Francia               | 35                |
| Irlanda               | 8                 |
| Italia                | 5                 |
| Paesi Bassi           | 34                |
| Spagna                | 1                 |
| Svizzera              | 43                |
| Classifica (2009)     | Posizione massima |
| Australia             | 3                 |
| Austria               | 5                 |
| Danimarca             | 25                |
| Europa                | 16                |
| Europa (digital)      | 4                 |
| Finlandia             | 11                |
| Francia               | 56                |
| Germania              | 9                 |
| Italia                | 2                 |
| Norvegia              | 7                 |
| Nuova Zelanda         | 12                |
| Paesi Bassi           | 9                 |
| Regno Unito           | 12                |
| Spagna                | 1                 |
| Stati Uniti (digital) | 2                 |
| Svezia                | 10                |
| Svizzera              | 3                 |
| Classifica (2018)     | Posizione massima |
| Stati Uniti           | 31                |
| Classifica (2021)     | Posizione massima |
| Regno Unito           | 40                |
| Regno Unito (R&B)     | 3                 |
| Stati Uniti           | 19                |
| Stati Uniti (digital) | 9                 |
| Classifica (2022)     | Posizione massima |
| Stati Uniti           | 26                |
| Classifica (2023)     | Posizione massima |
| Irlanda               | 16                |
| Regno Unito           | 20                |
| Stati Uniti           | 21                |

### Classifiche di fine anno
| Classifica (1984) | Posizione |
| ----------------- | --------- |
| Australia         | 17        |
| Belgio (Fiandre)  | 26        |
| Canada            | 31        |
| Francia           | 7         |
| Nuova Zelanda     | 38        |
| Spagna            | 1         |
| Stati Uniti       | 78        |
| Classifica (2009) | Posizione |
| Svezia            | 88        |
| Svizzera          | 81        |